# Wetteraukreis
Wetteraukreis er en landkreis i Regierungsbezirk Darmstadt i den tyske delstat Hessen.  Kreisstadt/administrationsby er  Friedberg. Den grænser til Landkreis Gießen, Vogelsbergkreis, Main-Kinzig-Kreis, den  kreisfrie by Frankfurt am Main, Hochtaunuskreis og  Lahn-Dill-Kreis.

## Geografi
Området har navn efter landskabet Wetterau, nord for Frankfurt am Main, der er et af de mest udbytterige landbrugsområder i Hessen (landskabet har så navn efter floden  Wetter). Mod vest rager   der nogle udløbere af Taunusbjergene ind i området. Her er der også talrige mineral- og varme kilder (Bad Nauheim, Bad Vilbel, Rosbach). Mod øst i kreisen fører Ronneburgerbakkerne til udløbere af Vogelsberg .

## Byer og kommuner
Kreisen havde 306460  indbyggere pr.  2018-12-31

| Byer 1. Bad Nauheim (32163) 2. Bad Vilbel (33990) 3. Büdingen (21959) 4. Butzbach (26197) 5. Florstadt (8753) 6. Friedberg (Hessen) (29180) 7. Gedern (7342) 8. Karben (22127) 9. Münzenberg (5769) 10. Nidda (17285) 11. Niddatal (9786) 12. Ortenberg (9001) 13. Reichelsheim (Wetterau) (6769) 14. Rosbach v. d. Höhe (12307) | Kommuner 1. Altenstadt (12169) 2. Echzell (5809) 3. Glauburg (3047) 4. Hirzenhain (2878) 5. Kefenrod (2727) 6. Limeshain (5711) 7. Ober-Mörlen (5740) 8. Ranstadt (5044) 9. Rockenberg (4357) 10. Wölfersheim (9863) 11. Wöllstadt (6487) |